# Damir Doma
Pour les articles homonymes, voir Doma.
Damir Doma (né le 26 avril 1981 , Virovitica, Croatie) est un créateur de mode basé à Paris.  

## Biographie

### Enfance
Il grandit dans le sud de l'Allemagne près du lac Chiemsee où sa mère a un atelier de confection.
Doma étudie à Munich et Berlin. Il est diplômé en 2004 avec magna cum laude de l'Ecole Supérieure des Arts et techniques de la Mode. Après son diplôme, Damir Doma part en Belgique à Anvers et rejoint les groupes Ann Demeulemeester et plus tard Raf Simons.

### La Marque Damir Doma
En 2006, après avoir rencontré Stephan Wembacher, le directeur de Paper Rain[Quoi ?], Damir Doma Il crée sa première ligne pour hommes à la Fashion Week de Paris en juin 2007. Son style est décrit comme « intellectuel » et « poétique ». Ces clients célèbres comptent: Lenny Kravitz, Bruce Springsteen, Jared Leto, Robert Pattinson, Astrid Berges-Frisbey et Kirsten Dunst.
En 2009, la première boutique Damir Doma Store ouvre dans le Marais puis lance sa première gamme de parfum avec Six Scents Parfumes. Sa première ligne pour femme est présentée à la Fashion Week de Paris, le 29 septembre 2010. La marque devient membre de la Chambre syndicale du prêt-à-porter en 2011.
En 2012, l'architecte Rodney Eggleston dessine le magasin de Damir Doma.